# Поверженные
«Поверженные» (фр. La Chute des aigles) — драматический фильм 1989 года режиссёра Хесуса Франко.

## Сюжет
Берлин, 1939 год. Лили — молодая, хорошенькая девушка, начинающая певица, дочь состоятельного немецкого банкира Вальтера Штрауса. В неё влюблены двое: убеждённый нацист Питер — офицер СС, и антифашист Карл — начинающий композитор. С началом Второй мировой войны оба они мобилизованы на африканский фронт, а Лили становится певицей ночного клуба. Вскоре Лили как певица отправляется на Восточный фронт, но по пути поезд попадает под бомбёжку. Она выживает, встречает немецкого капитана — тайного гомосексуалиста, ненавидящего нацизм, влюбляется в стойкого пленного русского певца, но оба они погибают.
К концу войны в больнице Лили встретилась с умирающим Питером, который попросил её выйти за него замуж, и прежде чем он умер, она дала ему последний поцелуй. С окончанием войны она ищет Карла, но оказывается, что он расстрелян американцами. Бизнес её отца разрушен, и Лили устраивается на работу певицей в пабе американских оккупационных войск — в последнем кадре Лили смотрит пустым взглядом, в то время как сигаретный дым американских солдат окутывает её лицо.

## Роли
- Александра Эрлих — Лили Штраус
- Кристофер Ли — Вальтер Штраус, отец Лили
- Марк Хэмилл — Питер
- Рамон Эстевез — Карл
- Тереза Гимпера — Лена

## Критика
Фильм-возвращение режиссёра Хесуса Франко после десятилетия съемок эксплуатационных фильмов ужасов и эротики.
Критик Питер Блуменсток дал фильму такую оценку: «ненужная попытка „серьезной драмы“» и «один из самых разочаровывающих фильмов в карьере Франко»:

Фильм не только подчёркивает прогрессирующую смерть европейского рынка фильмов категории B о войне, но и Франко … Совершенно очевидно, что у Франко не было ни опыта, ни интереса к этому типу фильма, и, отбросив весь его талант, оригинальность и стиль, он просто сосредоточился на общих клише и его концепции того, как должен выглядеть этот фильм. Актёры пытаются изо всех сил придумать что-то драматическое и движущееся, но не могут сыграть более чем поверхностную мыльную оперу.
Оригинальный текст (англ.)In Obsession: The Films of Jess Franco, author Peter Blumentstock calls the movie an “unnecessary attempt at 'serious drama'” and “one of the most disappointing films in Franco's career. It not only underlines the progressive death of the European B war-film market but also Franco's ... inability to adapt himself to changing tastes.... It's quite obvious that Franco had neither the experience nor the interest in this type of film and, setting aside all of his talent, originality and style, just concentrated on common clichés and his concept of what this kind of film should look like. The cast tries its best to come up with something dramatic and moving, but fails to deliver more than superficial soap opera acting.”
— Peter Blumenstock - Obsession: The Films of Jess Franco, 1993
Критикой также отмечалось, что малый бюджет и слабый сценарий при хорошей работе режиссёра и актёров не позволили снять качественный фильм.

Режиссёр Хесус Франко напихивает большинство своих фильмов такими странными персонажами, абсурдными ситуациями и странными ритуалами, что эти элементы часто скрывают зияющие дыры, оставленные плохими сценариями и поспешными, производственными ценностями бедности. Даже самые ярые студенты и приверженцы испанского режиссера будут сильно разочарованы этим невероятно ручным, унылым, клише-заезженным любовным треугольником мыльной оперы. Найдут ли эти три крайне неинтересных нациста настоящую любовь и счастье, никогда не станет интересным вопросом в этой постановке. Неподвижные планы Франко и спасательные панорамы периодически прерываются запасными кадрами Второй мировой войны и снимками битвы в пустыне, взятыми из плохого итальянского военного фильма под названием «I Giardini del Diavolo» (1971) режиссёра Альфредо Риццо, которые кажутся более интересными, чем собственный вклад Франко.
Оригинальный текст (англ.)Director Jess Franco crams most of his films with such weird characters, absurd situations, and kinky rituals that these elements often obscure the gaping holes left by bad scripts and hurried, poverty row production values. Even the most ardent students and devotees of the Spanish director, though, will be greatly disappointed by this incredibly tame, dull, cliché-ridden love triangle of a soap opera. Whether or not these three extremely uninteresting Nazis will find true love and happiness never becomes an engaging question in this presentation. Franco's static direction and cut-saving pans are intermittently interrupted by WWII stock footage and shots of a desert battle lifted from a bad Italian war film called I Giardini del Diavolo (1971), directed by Alfredo Rizzo, all of which seem more interesting than Franco's own contribution.
— La Chute des Aigles // Tom Johnson, Mark A. Miller - The Christopher Lee Filmography: All Theatrical Releases, 1948–2003 - стр. 367-368

## Интересный факт
Я лично считаю, что это одна из моих лучших работ, моделирование немецкого банкира, которого я знал, жестокого нациста.
- Исполняющий роль убеждённого нациста Вальтера Штрауса британский актёр Кристофер Ли в годы войны служил в разведке Королевских ВВС в Ливии и Италии, а после войны год служил при ООН в подразделении, занимавшемся розыском нацистских военных преступников. Актёр говорил, что он воплотил в роли одного немецкого банкира, жестокого нациста, которого он лично знал:[2]